# Андерссон, Роланд
О́ке Э́рик Ро́ланд А́ндерссон (швед. Åke Erik Roland Andersson; род. 28 марта 1950, Мальмё) — шведский футболист, защитник.

## Карьера

### Игрока

#### В клубах
Большую часть карьеры провёл в «Мальмё», за который выступал 12 лет: с 1968 по 1974 год и с 1977 по 1983. Сыграл за клуб 299 матчей в чемпионате Швеции, забив шесть голов. По числу игр в лиге за «Мальмё» он занимает 5-е место за всю историю клуба. Всего на счету Роланда Андерссона 570 игр и 13 голов в составе «Мальмё» в различных турнирах. Он является четырёхкратным чемпионом и обладателем Кубка Швеции.
В сезоне 1978/79 «Мальмё» дошёл до финала Кубка чемпионов, где уступил английскому «Ноттингем Форест». Это высшее достижение шведского клубного футбола. Кроме того, так как «Ноттингем» отказался от участия в Межконтинентальном кубке, его место занял «Мальмё», уступив парагвайской «Олимпии». Андерссон принял участие в обоих турнирах.

#### В сборной
Дебютировал в составе сборной 8 августа 1974 года в матче чемпионата Северной Европы со сборной Норвегии в Гётеборге.
Был в заявке национальной команды на чемпионате мира 1978 года, но на поле не выходил.

### Тренера
С 1970 по 1974 год учился в Лундском университете, с 1974 по 1975 год — в университете GIH Стокгольма. В 2005 году получил тренерскую лицензию PRO.
После завершения карьеры в 1983 году возглавил молодёжную команду «Мальмё». С 2004 по 2009 год помогал Ларсу Лагербеку в сборной Швеции, а в 2010 в сборной Нигерии.

## Достижения
«Мальмё»
- Чемпион Швеции (4):  1970, 1971, 1974, 1977
- Обладатель Кубка Швеции (4): 1972/73, 1973/74, 1977/78, 1979/80

 «Катар СК»
- Обладатель кубка шейха Яссима: 1995

 «Аль-Иттихад»
- Финалист Кубка наследного принца Саудовской Аравии: 1993
- Чемпион Саудовской Аравии среди юношей до 19 лет: 1985, 1986